# سایمن گارفیلد

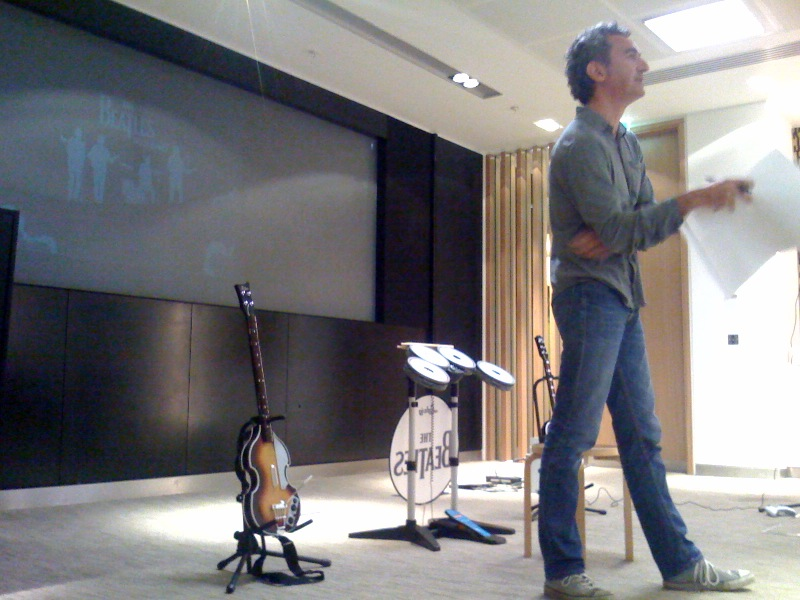
Simon Garfield (2019)

سایمن فرانک گارفیلد (انگلیسی: Simon Frank Garfield) (زاده ۱۹ مارس ۱۹۶۰) نویسنده و روزنامه‌نگار اهل بریتانیا است. او دانش‌آموخته دانشکده اقتصاد لندن است. سایمن گارفیلد در سال ۱۹۸۱ میلادی به عنوان دانشجو برتر روزنامه گاردین برگزیده شد و در دهه ۸۰ میلادی یکی از نویسندگان متن‌های نمایشی رادیو بی‌بی‌سی بود. او تا سال ۲۰۰۵ میلادی یکی از سردبیران و روزنامه‌نگاران روزنامه‌های نظیر ایندیپندنت، ایندیپندنت آو ساندی و آبزرور بود.
سایمن گارفیلد علاوه بر رزونامه نگاری به امر نویسندگی نیز اشتغال دارد. وی در سال ۱۹۹۵ با نگاشتن کتاب پایان پاکی جایزه ادبی سامرست موم را از آن خود کرد. گارفیلد در فوریه سال ۲۰۱۳ نیز در یکی از فصل‌های مجموعه گزارش کلبر بازی کرده‌است.